# Period of Adjustment
Period of Adjustment (Brasil: Contramarcha Nupcial / Portugal: A Arte de Bem Casar) é um filme norte-americano de 1962, do gênero comédia dramática, dirigido por George Roy Hill e estrelado por Tony Franciosa e Jane Fonda.

## Notas sobre a produção

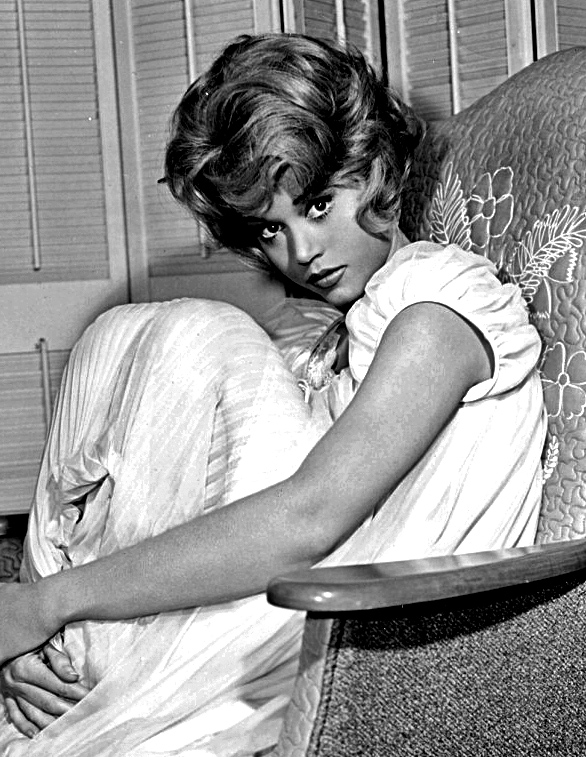
Jane Fonda em fotografia para a divulgação do filme